# Île Isabelle II
L'île Isabelle II (isla de Isabel II en espagnol) est l'une des trois îles de l'archipel des Îles Zaffarines qui constitue une des Plazas de soberanía espagnoles au large des côtes marocaines. Située à 3 kilomètres de ses cotes, le Maroc revendique l'île, au même titre que les autres îles de l'archipel, considérées comme étant illégalement occupées par les Espagnols. Elle porte le nom d'Isabelle II, reine d’Espagne de 1833 à 1868.

## Histoire
Au début du XXe siècle, l'île était habitée par près de 700 personnes (bagnards compris). Les liens étaient fréquents avec les pêcheurs locaux, notamment ceux du port marocain de Ras El Ma qui amarraient leur barque sur Isabel II et proposaient du poisson aux militaires espagnols. Depuis 1975 et la prise de contrôle du Sahara espagnol par le Maroc, ce genre de contact n'est plus possible. On compte actuellement (2022), 200 habitants, essentiellement des militaires et leurs familles, ainsi que du personnel du ministère de l'Environnement, car les îles sont une réserve nationale protégée en raison de la richesse des espèces présentes.
L'île est occupée par une base militaire avec une église ; un phare, haut de 18 m, se trouve au nord.

## Description
L'île mesure 550 m de long et 470 m dans sa plus grande largeur. L'altitude moyenne est de 19 m avec un point culminant à 35 m. Entre 1910 et 1915, l'île était reliée par une digue de 230 m à l' Île du Roi, déserte mais où un cimetière a été aménagé.